# AC4 (álbum)
AC4 es el álbum debut de la banda AC4. Fue lanzado en el año 2009 por la discográfica Ny Våg, 2010 por Deranged Records y 2011 por Shock Records.

## Lista de canciones
1. Detonate
2. Where Are The Kids
3. I Wanna Go
4. The Same Fight
5. Assassination
6. Fuck The Pigs
7. I Can Do It
8. Won't Bow Down
9. It Catches Up
10. My Condition
11. Pigs Lose
12. It's Over In A Second
13. Let's Go To War
14. Coptown
15. This Is It[1][2]

## Músicos
- Dennis Lyxzén – voz
- Karl Backman – guitarra
- David Sandström – bajo
- Jens Nordén – batería[1]